# Charles de Lézardière
Pour les articles homonymes, voir Lézardière.
Pour les autres membres de la famille, voir Famille Robert de Lézardière.
Eutrope-Benjamin-Charles-Athanase Robert, vicomte de Lézardière, né le 1er mai 1777 au château de la Proustière (Poiroux) et décédé le 31 octobre 1866 au même lieu, est un militaire et homme politique français.

## Biographie

### Famille
Charles de Lézardière est le fils de Louis-Jacques-Gilbert Robert de Lézardière, baron du Poiroux, seigneur de La Salle, de La Proustière et de la Vérie, capitaine au régiment du Dauphin cavalerie et syndic de la noblesse du Poitou, qui héberge l'abbé Edgeworth durant la Révolution, et de Charlotte Babaud de la Chaussade. Par sa mère, il est le petit-fils de Jean Babaud, le petit-neveu de Pierre Babaud de la Chaussade et de Paul Boësnier de l'Orme, le neveu de la marquise de Cassini. Il est enfin le frère de Pauline de Lézardière, du marquis Jacques Paul Toussaint Robert de Lézardière, du baron Joseph-Alexis Robert de Lézardière et du bienheureux Jacques-Augustin Robert de Lézardière.
En 1804, il épouse Félicité de Saisseval, fille de Claude Jean Henri, comte de Saisseval, et de Charlotte Hélène de Lastic de Sieujac.

### Guerres de Vendée
Contrairement à son père qui était contre-révolutionnaire, le vicomte de Lézardière est un libéral.
Il est toutefois opposé à la Révolution française et doit se réfugier à Choisy-le-Roi pendant la Terreur. Un de ses frères périt assassiné pendant les massacres de Septembre. Il suit le procès de Louis XVI en janvier 1793 aux côtés de Malesherbes.
En 1794 il revient en Vendée, où le château familial a été brûlé. En septembre, il rejoint comme capitaine l'armée de Charette dont il devient l'aide de camp. Il participe ainsi à la bataille de Fréligné.
En 1795, il est de tous les combats aux côtés de Charette.
Capturé et blessé l'année suivante par les Républicains, Lézardière est traduit en conseil de guerre. Il aurait été fusillé sans l'intervention d'un certain grenadier Théodore, qui prend sa défense car il lui devrait la vie, tout comme six autres soldats républicains. Le ci-devant vicomte n'est finalement condamné qu'à la déportation.
Transféré à l'île de Ré, il est alors accusé d'avoir émigré et est envoyé devant une commission militaire à Fontenay-le-Comte. Cette fois c'est sa sœur qui le sauve en apportant les pièces prouvant son innocence. Envoyé à Caen pour être soigné, le jeune homme s'évade et rejoint son père en Allemagne.

### Sous Napoléon et Louis XVIII
Lézardière revient en France sous le Consulat et ne fait guère parler de lui sous Napoléon Ier. Il fréquente les cercles favorables à l'instauration d'une monarchie constitutionnelle.
À la Restauration, tandis que son frère est élu député ultra-royaliste de la Vendée, il doit se contenter de la croix de Saint-Louis et du grade de chef d'état-major des gardes nationales vendéennes.

### Député de la Vendée (1824-1827)
Président du collège électoral des Sables-d'Olonne, il est élu député de la Vendée le 25 février 1824, par 121 voix sur 172 votants. Il siège avec les monarchistes constitutionnels. En juillet 1824, il se signale à la tribune en réclamant la réduction de l'impôt foncier et l'assouplissement des droits protecteurs. Il est membre de la commission chargée d'examiner le projet de loi sur le milliard aux émigrés. Le 24 mars 1825, il est le rapporteur de la loi sur les communautés religieuses. En 1827, il est membre de la commission du budget.
À plusieurs reprises au cours de son mandat, Lézardière s'oppose au ministère Villèle et intervient pour défendre le Charte de 1814. Il s'élève contre la censure et accuse le gouvernement de désaffectionner la monarchie.

### Préfet de la Mayenne
Lors des élections de novembre 1827, le vicomte de Lézardière refuse de s'allier à la gauche et perd son siège. Toutefois en novembre 1828, le ministère Martignac lui confie la préfecture de la Mayenne qu'il dirigera jusqu'au 2 avril 1830, remplacé alors par Athanase Conen de Saint-Luc.

### Député de la Mayenne (1830-1831)
Aux Élections législatives de 1830, le 1er arrondissement électoral de la Mayenne (Laval) l'élut député. S'il s'oppose aux Ordonnances de Saint-Cloud, il n'est pas favorable au renversement de Charles X.
Il se montre méfiant mais non hostile vis-à-vis de la Monarchie de Juillet. En 1831, il intervient à la tribune pour se prononcer contre l'exil forcé de la branche aînée des Bourbon.

### Fin de carrière
Non réélu lors des Élections législatives de 1831, il refuse ensuite la proposition de Louis-Philippe Ier de devenir préfet du Nord.
En 1844, il entreprend la réédition du livre de sa sœur, Théorie des lois politiques de la monarchie française.
Il revient sur la scène politique en 1848, lorsqu'il devient conseiller général du canton de Talmont. La même année, il est pour quelques mois président du conseil général de la Vendée.
Il rentre ensuite dans la vie privée et meurt à l'âge de 89 ans en 1866. Il était alors l'un des derniers survivants des Guerres de Vendée.